# Edmund Ignatius Rice

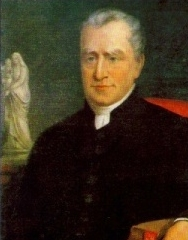
Seliger Edmund Ignatius Rice

Der Selige Edmund Ignatius Rice (irisch Éamann Iognáid Rís; * 1. Juni 1762 in Callan, Irland; † 29. August 1844 in Waterford, Irland) war ein irischer römisch-katholischer Missionar, Pädagoge, Laienbruder und Gründer der Laienbrüderschaft Christian Brothers. Er begann zunächst eine erfolgreiche Karriere in der Wirtschaft. Nach dem Tod seiner Frau widmete er sich und sein Leben der Erziehung und dem Dienst an armen Menschen.

## Leben

### Kindheit, Jugend und Ehejahre
Edmund Rice wurde als vierter Sohn von sieben Söhnen der Eheleute Robert Rice und Margarete Rice (geb. Tierney) geboren. Die ersten Jahre wuchs er in der ländlichen Umgebung von Callan im County Kilkenny auf. In der „Moate Lane School“, einer so genannten Heckenschule, erhielt er seine erste Schulausbildung. Später gründete er ebenfalls Heckenschulen für mittellose Iren. Edmund Rice wurde in die schwierige Zeit der anti-katholischen „Penal Laws“ in Irland hineingeboren und schon in jungen Jahren mit der Unterdrückung der Katholiken konfrontiert. Patrick Grace, ein Augustinermönch, übernahm die häusliche Weiterbildung von Edmund und seinen Brüdern. Seinen Schulabschluss erhielt er auf einer Schule in Kilkenny. Hiernach übernahm ihn 1779 sein Onkel, ein Kaufmann, in die Lehre. Nach dem erfolgreichen Lehrabschluss war er im Geschäft seines Onkels Michael Rice für die Aufsicht über die Verladung und Verschiffung von Lebensmittel zuständig, die in die britischen Kolonien transportiert wurden.
Nach dem Tode seines Onkels übernahm Edmund Rice 1785 das Geschäft, im gleichen Jahr heiratete er eine junge Frau, deren Name mit Mary Elliott angegeben wird. Über die Zeit der Ehe ist nicht viel bekannt. Im Januar 1789 starb seine Ehefrau bei oder kurz nach der Geburt ihrer Tochter. Die näheren Umstände sind nicht bekannt, möglicherweise hatte ein zuvor erlittener Reit- oder Kutschenunfall eine Rolle gespielt. Edmund Rice blieb Witwer und lebte zusammen mit seiner zarten, kränklichen und behinderten Tochter. Seit diesem Geschehen widmete er sich dem Gebet und der karitativen Arbeit, wobei er sich besonders um die Armen und die Randgruppen in Waterford kümmerte.

### Berufung
Im Jahre 1802 errichtete Rice die erste Schule in Waterford. Er erkannte alsbald, dass er den zum Teil misshandelten Kindern nicht im vollen Umfang helfen konnte. Deshalb entschloss er sich, sein Geschäft zu verkaufen. Vom Verkaufserlös bezahlte er die Lehrer, und die Kinder erhielten kostenlosen Unterricht. Schon bald fand die Schule in Waterford große Beachtung. Aufgrund der vermehrten Nachfrage wurde eine weitere provisorische Schule in der New Street in Waterford errichtet.
Der Wendepunkt im Leben des Edmund Rice’s erfolgte mit der Ankunft von Thomas Grosvenor und Patrick Finn, die den Wunsch äußerten, in einer geistlichen Gemeinschaft mit Edmund Rice zu leben. Am 1. Juni 1802 begann der Aus- und Neubau der Schule in der New Street und am 7. Juni 1803 wurde die Schule auf den Namen „Berg Sion“ gesegnet. Der angebaute Wohntrakt wurde am 1. Mai 1804 fertiggestellt und durch den Bischof von Waterford gesegnet. Alle diese baulichen und pädagogischen Maßnahmen waren nach Ansicht der britisch-irischen Behörden illegal, deshalb erhielt Rice zunächst auch keine finanzielle Unterstützung für seine Schulen. Erst dank der Fürsprache einflussreicher Freunde und des Bischofs von Waterford erlange er schließlich die Lizenz zur Fortführung der Schulen.

### Ordensgründung
Im Jahr 1808 bestand die Gemeinschaft aus sieben Mitarbeitern, die unter dem Patronat des Diözesanbischofs standen. 1809 legten Edmund Rice und seine inzwischen acht Gefährten die Ordensgelübde ab. Somit wurde in Irland die erste männliche Laienbrüderschaft bischöflichen Rechtes ins Leben gerufen. Nach dem Vorbild von Nano Nagle, der Gründerin der „Presentation Sisters“, nannten sie sich zunächst „Presentation Brothers“. Durch ihre vorbildliche Ausbildung und Jugendhilfe gewann die Brüderschaft weithin Anerkennung. Auch andere Diözesanbischöfe sandten nun religiöse Männer nach Waterford. Die Ausweitung über das Bistum Waterford hinaus auf ganz Irland erforderte eine Bestätigung als Gemeinschaft päpstlichen Rechtes, die Papst Pius VII. im Jahre 1820 gewährte. Edmund Rice wurde zum ersten Generaloberen gewählt. Ab diesem Zeitpunkt nannte sich die Laienbruderschaft „Christian Brothers“ (Christliche Brüder).

### Lebensabend
Im Alter von sechsundsiebzig Jahren kehrte Rice von Dublin nach Waterford, in das Wohngebäude an der Schule Berg Sion, zurück. Er stellte sein Amt als Generalsuperior zur Verfügung. Am 24. Juli 1838 folgte ihm Bruder Michael Paul Riordan. Sein sich verschlechternder Gesundheitszustand fesselte Edmund Rice alsbald an den Rollstuhl, seine Krankheit schritt voran und er glaubte Weihnachten 1841 nicht mehr zu überleben. Er lag nun ständig auf dem Krankenlager und wurde bis zu seinem Tod am 29. August 1844 durch eine Krankenpflegerin betreut.

## Seligsprechung
Im Jahre 1911 erhoben sich die ersten Wünsche zur Heiligsprechung. Aber erst 1957 wurde durch die Fürsprache von Kardinal Giovanni Battista Montini, dem späteren Papst Paul VI., in Dublin der Prozess zur Seligsprechung eingeleitet. 1976 empfahl die erzbischöfliche Kommission von Dublin die Seligsprechung von Edmund Rice und sandte die zusammengetragenen Unterlagen nach Rom.
Am 2. April 1993 erklärte Papst Johannes Paul II. Rice als ehrwürdigen Diener Gottes und anerkannte die vorgetragenen Ereignisse aus dem Jahr 1976 als Wunder. Dieses Wunder war eine Krankenheilung: Ein schwer erkrankter Mann, der im Sterben lag, soll durch die Auflegung einer Reliquie von Edmund Rice geheilt worden sein. Am 6. Oktober 1996 wurde Edmund Ignatius Rice seliggesprochen.

## Ehrungen

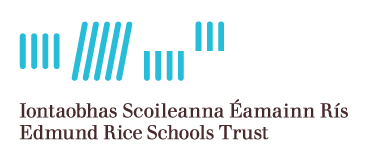
Logo der Schulstiftung Edmund Rice Schools Trust; Initialen ERST in altirischer Ogham-Schrift

Zu Ehren des Ordensgründers, aber in besonderer Weise in Erinnerung an seine karitative Tätigkeit, wurden nach ihm  Schulen und Hochschulen in Irland und anderen Ländern benannt. Die irische Schulstiftung Edmund Rice Schools Trust umfasst 96 Schulen.
Es wurden auch öffentliche Gebäude mit seinem Namen versehen:
- Die Brücke, die in Waterford über den Fluss Suir führt, trägt den Namen „Brother Edmund Ignatius Rice Bridge“[3]
- In Callan, seinem Geburtsort, wurde 1951 eine Gedenkstätte errichtet und eine Straße trägt den Namen „Edmund Ignatius Rice Street“.
- In Waterford, an der Schule Berg Sion, wurde die Rice-Kapelle errichtet.